# Amărăștii de Jos
Amărăştii de Jos é uma comuna romena localizada no distrito de Dolj, na região de Oltênia. A comuna possui uma área de 55.12 km² e sua população era de 5774 habitantes segundo o censo de 2007.